# مستنقع الدردار
مستنقع الدردار، هي بحيرة صغيرة تقع شمال شرق قرية ليبيتش في مقاطعة ديلاوير نيويورك. يستنزف مستنقع الدردار جنوبًا عبر جدول غير مسمى يتدفق إلى بايا بروك.